# Денинг, Николай Яковлевич
Николай Яковлевич Денинг (23 июля 1951, село Тонкошуровка, Есильский район, Северо-Казахстанская область, Казахская ССР, СССР — 25 сентября 2021) — казахстанский государственный деятель. Немец.

## Биография
- Окончил экономический факультет Целиноградского сельскохозяйственного института (1972), экономист по бухгалтерскому учету в сельском хозяйстве.
- член НДП «Нур Отан» с (2004 года).
- С 1972 года — на службе в рядах Советской Армии.
- С 1974 года — главный экономист колхоза «Путь к коммунизму» Келлеровского района Кокчетавской области.
- С 1975 года — главный экономист совхоза «Кусепского» Кокшетауского района Кокшетауской области.
- В 1980 году — заместитель начальника управления, начальник планово-экономического отдела управления сельского хозяйства Краснознаменского района Кокчетавской области.
- С 1985 года — директор совхоза «Херсон» района Красного знамени Кокчетавской области.
- С 1990 года — первый секретарь Келлеровского районного комитета Компартии Казахстана Кокчетавской области .
- С 1991 года — председатель Келлеровского районного совета Народных депутатов Кокчетавской области .
- С 1992 года — глава администрации Келлеровского района Кокчетавской области.
- С 1995 года — аким Келлеровского района Кокчетавской области.
- С 1997 года — заместитель акима Щучинского района,
- С 1998 года — первый заместитель акима Северо-Казахстанской области, начальник департамента сельского хозяйства (с 1999 года — Акмолинская область).
- С 1999 года — аким города Степногорска в Акмолинской области.
- С 2004 года — аким города Рудный.
- С 2011 года — заместитель акима Костанайской области.
- С 2012 года — аким Мендыкаринского района Костанайской области.

## Награды
- 2003 — Орден «Курмет»[1]
- 2008 — Орден «Барыс» 3 степени[2]
- Медаль «10 лет независимости Республики Казахстан» (2001)
- Медаль «10 лет Конституции Республики Казахстан» (2005)
- Медаль «10 лет Парламенту Республики Казахстан» (2006)
- Медаль «10 лет Астане» (2008)

## Семья
Женат. Супруга — Валентина Федоровна Денинг (1951 года рождения). Сын — Денинг Виталий Николаевич (1972 г. р.); Дочери — Светлана Николаевна Денинг (1975 г. р.), Елена Николаевна Денинг (1988 г. р.).